# Kaminna, Peremîșleanî
Kaminna (în ucraineană Камінна) este un sat în comuna Vîșnivciîk din raionul Peremîșleanî, regiunea Liov, Ucraina.

## Demografie
Componența lingvistică a localității Kaminna
     Ucraineană (100%)
Conform recensământului din 2001, toată populația localității Kaminna era vorbitoare de ucraineană (100%).